# Vattenpolo vid olympiska sommarspelen 1960
Vattenpoloturneringen vid Olympiska sommarspelen 1960 avgjordes i Rom.

## Medaljsummering
| Gren                          | Guld | Silver | Brons |
| Herrarnas vattenpoloturnering | Italien Amedeo Ambron Danio Bardi Giuseppe D'Altrui Salvatore Gionta Giancarlo Guerrini Franco Lavoratori Gianni Lonzi Luigi Mannelli Rosario Parmeggiani Eraldo Pizzo Dante Rossi Brunello Spinelli Huvudtränare: Andrés Zólyomy | Sovjetunionen Viktor Agejev Leri Gogoladze Boris Gojchman Jurij Grigorovskij Anatolij Kartasjov Vjatjeslav Kurennoj Petre Msjvenieradze Vladimir Novikov Jevgenij Saltsyn Vladimir Semjonov Givi Tjikvanaja Huvudtränare: Vitalij Usjakov | Ungern András Bodnár Ottó Boros Zoltán Dömötör László Felkai Dezső Gyarmati István Hevesi László Jeney Tivadar Kanizsa György Kárpáti András Katona János Konrád Kálmán Markovits Mihály Mayer Péter Rusorán Huvudtränare: Dezső Lemhényi |